# Antonie Adamberger

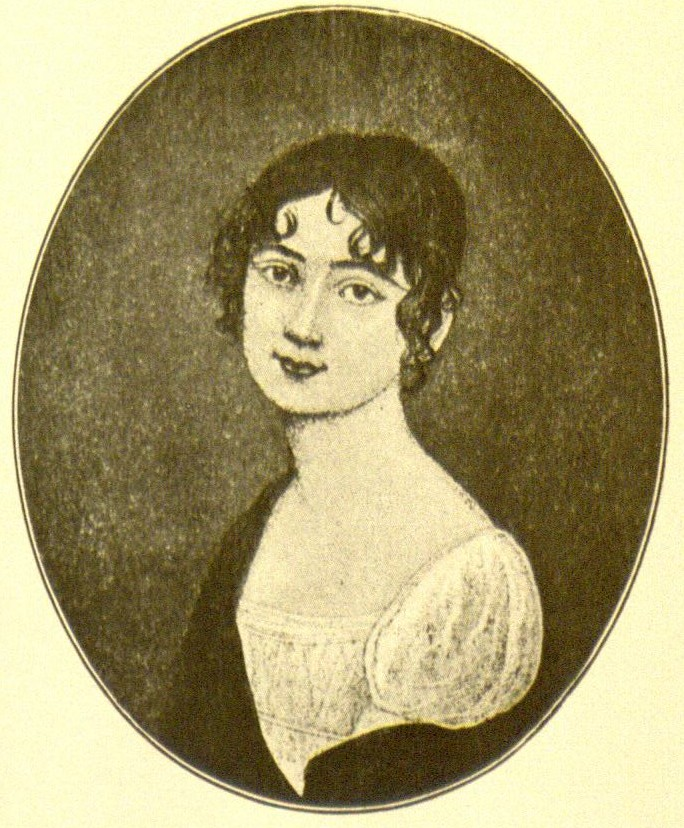
Antonie Adamberger auf einem Stich nach einem Miniaturbildnis von Johann Maria Monsomo

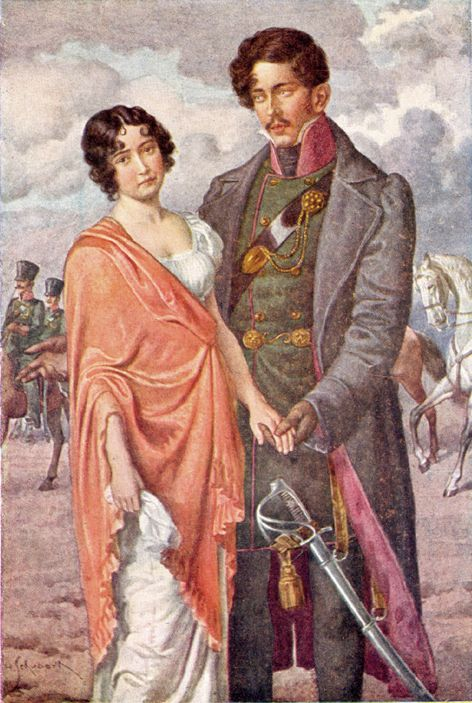
Antonie Adamberger mit ihrem Verlobten Theodor Körner. Postkarte nach einem Gemälde von Hugo Schubert

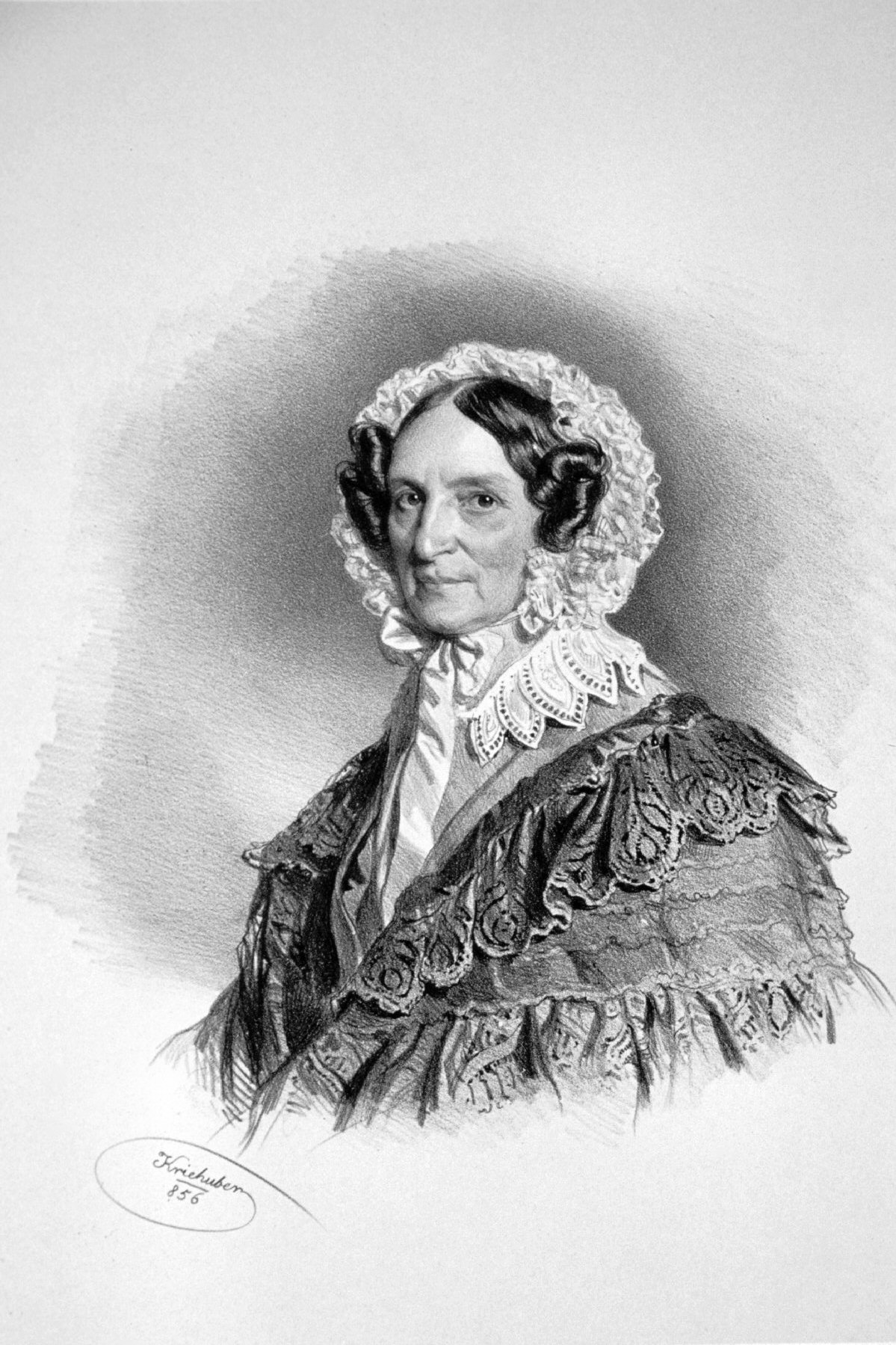
Antonie von Arneth, Lithographie von Josef Kriehuber, 1856

Antonie „Toni“ Adamberger (* 30. Dezember 1790 in Wien; † 25. Dezember 1867 in Wien) war eine österreichische Schauspielerin.

## Leben
Die Tochter des Tenors Josef Valentin Adamberger und der Schauspielerin Maria Anna Jacquet wurde nach dem Tod ihrer Eltern von dem Dichter Heinrich Joseph von Collin ausgebildet und debütierte – gerade 16-jährig – am 1. Januar 1807 am Burgtheater in Wien. Sie wurde sofort als Hofschauspielerin engagiert und „fand ebenso in naiven, wie in sentimentalen und einigen tragischen Rollen große Anerkennung.“ Antonie Adamberger wurde schnell der Liebling des Wiener Publikums und überzeugte als Beatrice in der Braut von Messina ebenso wie als Desdemona und Emilia Galotti.
Beethoven komponierte speziell für Antonie Adamberger die Lieder des Klärchen für seine Musik zu Goethes Trauerspiel Egmont, die erstmals am 15. Juni 1810 im Burgtheater erklangen. Sie hat sich später mehrfach und sehr positiv über ihre Zusammenarbeit mit dem Komponisten geäußert.
Im Jahr 1812 wurde Theodor Körner als Theaterdichter ans Burgtheater berufen. Antonie Adamberger sah ihn zum ersten Mal auf einer Probe des Lustspiel Der grüne Domino. Noch im selben Jahr fand die Verlobung zwischen Körner und ihr statt, bereits im Februar schrieb der Dichter an seinem Drama Toni, in dem seine Verlobte später die Hauptrolle übernahm. Antonie Adamberger gehörte zum Kreis um Caroline Pichler, die über deren Auftritt in Toni schrieb:

„Toni (Frl. Adamberger) gab diese Hauptrolle und man konnte wohl erkennen, daß die Liebe des Dichters diesen Charakter mit einer Verklärung von Kraft, weiblicher Würde, Geist und Edelmut umgeben hatte, die augenblicklich das Werk seiner Leidenschaft und Phantasie war, dennoch aber mit dem Charakter Antoniens viele ähnliche Grundzüge hatte.“

Körner widmete ihr bis zu seinem Tod 1813 mehrere Gedichte und neben dem Drama Toni auch noch das Stück Zriny. Einige Jahre nach seinem Tod verließ die Adamberger 1817 die Bühne und heiratete im selben Jahr den Archäologen Joseph Arneth. Zwei Jahre später kam der gemeinsame Sohn Alfred von Arneth zur Welt. Im Jahr 1820 wurde sie Vorleserin der Kaiserin Karoline Auguste und von dieser 1832 zur Oberin des Karolinenstifts, einem Erziehunginstitut für weibliche Soldatenkinder, ernannt. Antonie Adamberger starb 1867 in Wien und wurde im Währinger Ortsfriedhof begraben. 1889 wurden ihre Überreste in ein Ehrengrab auf dem Wiener Zentralfriedhof (Gruppe 14 A, Nummer 49) transferiert.
Um 1805 entstand ein Porträt Adambergers von Joseph Hickel. Johann Maria Monsomo schuf ein Miniaturbildnis von ihr. Im Jahr 1894 wurde in Wien-Leopoldstadt (2. Bezirk) die Adambergergasse nach ihr benannt. Nach ihrem Mann ist im 16. Bezirk Ottakring die Arnethgasse benannt.